# Hans Lohmeyer

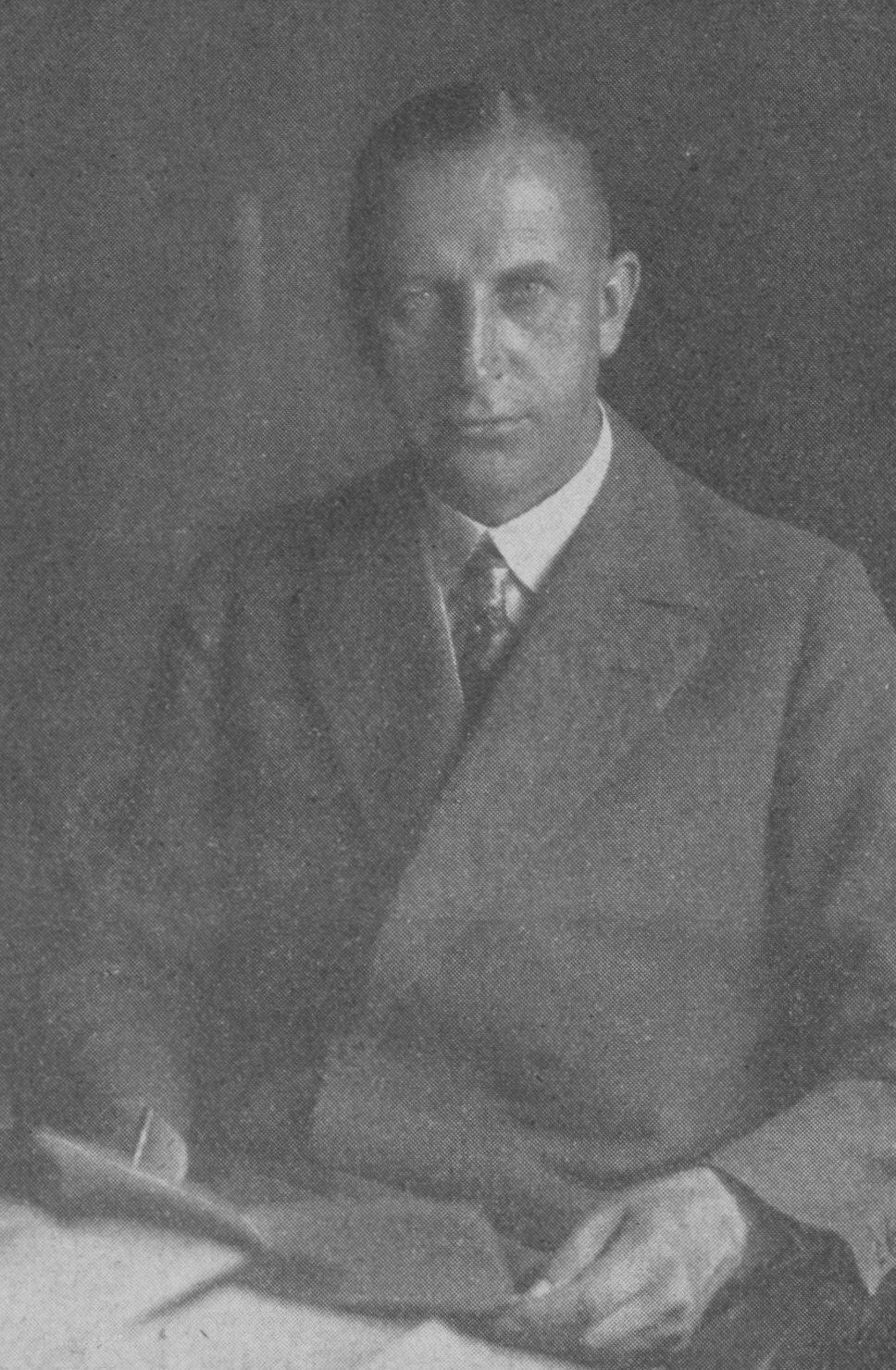
Hans Lohmeyer, um 1927

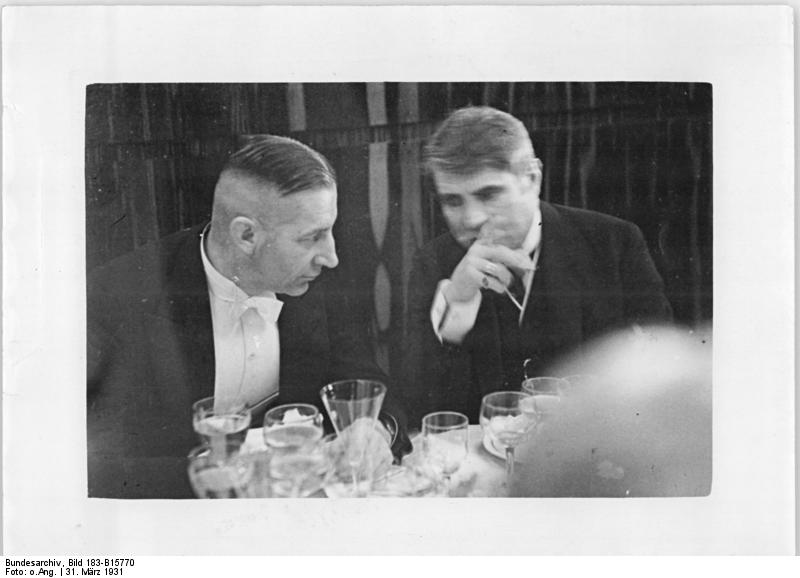
Hans Lohmeyer (links) mit Hans Baluschek (1931)

Hans Lohmeyer (* 23. Juni 1881 in Thorn; † 28. Februar 1968 in Berlin) war ein deutscher Verwaltungsjurist. 

## Leben

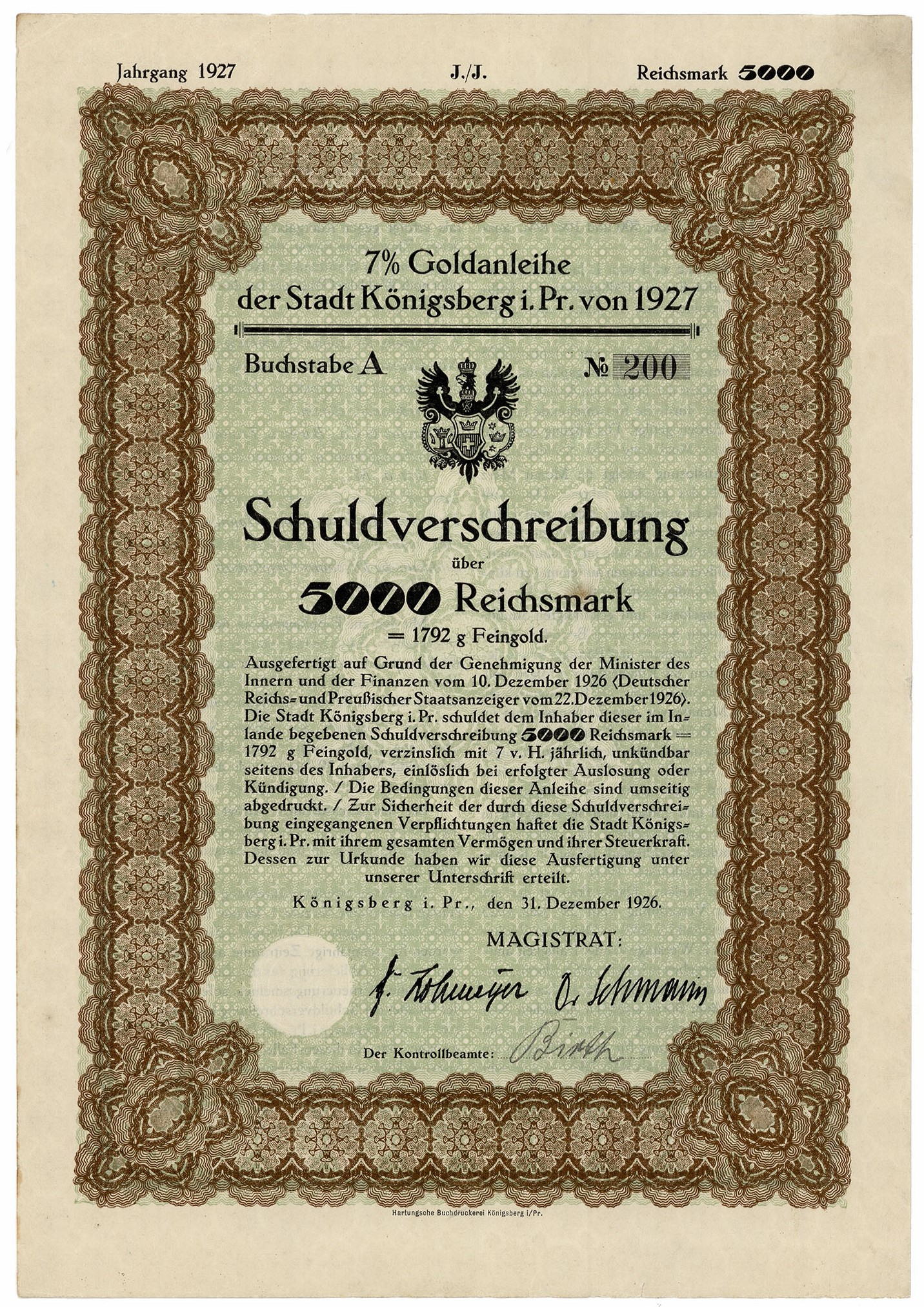
Goldanleihe der Stadt Königsberg i. Pr. vom 31. Dezember 1926 mit Unterschrift von Oberbürgermeister Lohmeyer

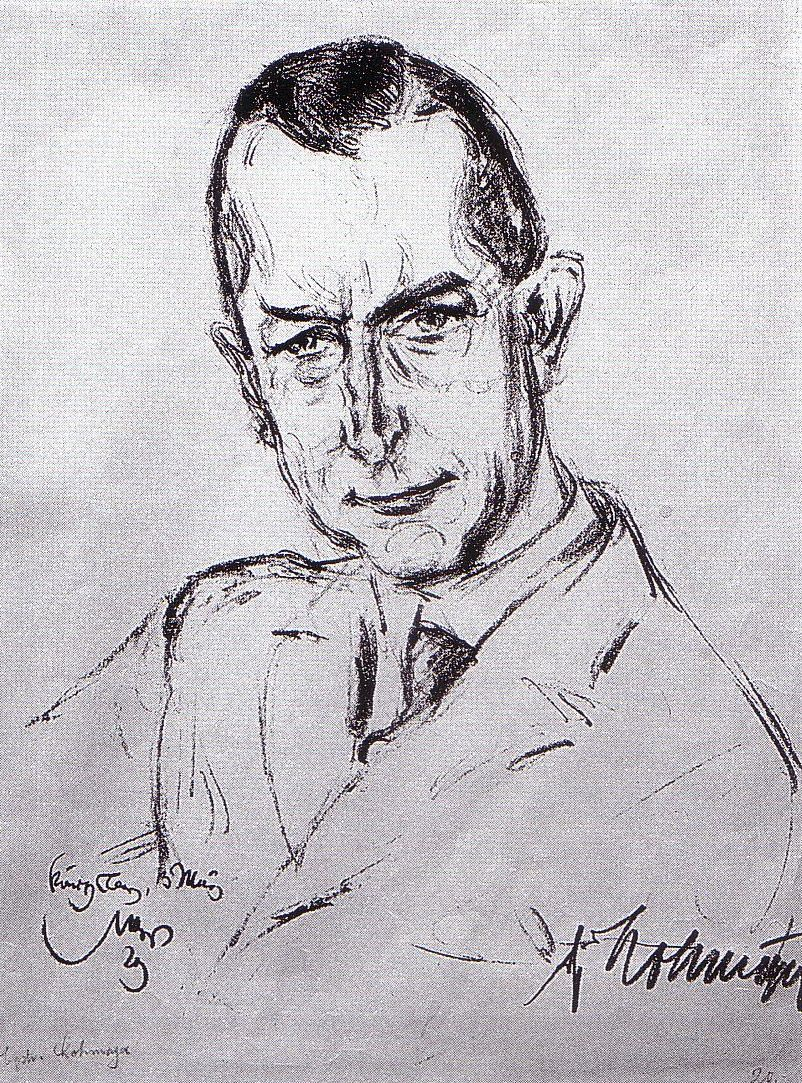
Hans Lohmeyer 1930

Lohmeyer studierte Rechtswissenschaft und Staatswissenschaft an der Albert-Ludwigs-Universität Freiburg, der Friedrich-Wilhelms-Universität Berlin und der Schlesischen Friedrich-Wilhelms-Universität Breslau. 1900 wurde er Mitglied der Burschenschaft Teutonia Freiburg. Er trat zunächst als Partner in eine Anwaltskanzlei ein. 1914–1919 war er als Stadtrat in Schöneberg bei Berlin tätig, 1919–1933 als Oberbürgermeister in Königsberg i. Pr. In seine Amtszeit fielen die Gründung der Ostmesse, der Bau des Königsberger Hauptbahnhofs und des Flughafens Devau. Lohmeyer gehörte von 1921 bis 1932 dem Vorläufigen Reichswirtschaftsrat an und war stellvertretender Bevollmächtigter Ostpreußens im Reichsrat. Ab 1931 war Lohmeyer mit der Schauspielerin Gerda Müller verheiratet.
Nach dem Wahlsieg der Nationalsozialistischen Deutschen Arbeiterpartei bei der Reichstagswahl im März 1933 wurde Lohmeyer vom Amt des Bürgermeisters suspendiert und pensioniert. Er lebte fortan in Berlin-Westend, Stallupöner Allee 17, und beschäftigte sich mit kommunalwissenschaftlichen und zeitgeschichtlichen Themen. Aufgrund seines 1939 veröffentlichten Werkes Die Politik des Zweiten Reiches 1870–1918 erhielt er Publikationsverbot. Über Carl Friedrich Goerdeler, der von 1920 bis 1930 als 2. Bürgermeister in Königsberg amtierte, hatte er Kontakt zum Kreis vom Attentat vom 20. Juli 1944. Nach dem Attentat wurde er vernommen, jedoch nicht verhaftet.
Er engagierte sich bereits in Königsberg in der Evangelischen Kirche. In der Nachkriegszeit in Deutschland gehörte er den Synoden der Evangelischen Kirche in Berlin-Brandenburg und der Kirche der Altpreußischen Union an. 1951 war er Mitbegründer und bis 1963 Vorsitzender des Vereins für Kommunalwissenschaften.
Hans Lohmeyer starb am 28. Februar 1968 im Alter von 86 Jahren in Berlin. Die Beisetzung fand am 7. März 1968 auf dem landeseigenen Friedhof Heerstraße im heutigen Ortsteil Berlin-Westend statt. Das Grab ist nicht erhalten.

## Schriften
- Zentralismus oder Selbstverwaltung. Ein Beitrag zur Verfassungs- und Verwaltungsreform. Carl Heymanns Verlag, Berlin 1928.
- Die Politik des Zweiten Reiches 1870–1918. 2 Bände, Neff, Berlin 1939.
- Die städtischen Betriebe. Königsberg 1924.
- Rückblick auf meine Amtszeit. 1957.
- Meine Königsberger Jahre. 1961.